# John Stewart, 2. Duke of Albany

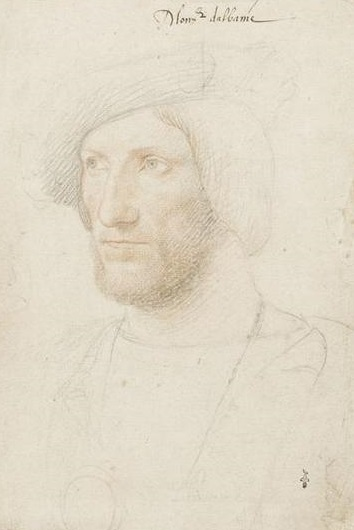
John Stewart, 2. Duke of Albany

John Stewart, 2. Duke of Albany (* um 1484 in der Auvergne, Frankreich; † 2. Juli 1536 in Mirefleurs, Frankreich) war ein Mitglied der schottischen Königsfamilie. In den Jahren 1514 bis 1523 führte er für den minderjährigen König Jakob V. die Regentschaft.

## Leben
John war der einzige Sohn von Alexander Stewart, 1. Duke of Albany, und dessen zweiten Frau Anne de La Tour († 13. Oktober 1512), Tochter von Bertrand VI. Seine Großeltern väterlicherseits waren der schottische König Jakob II. und Prinzessin Maria von Geldern. Sein Vater war ein ehrgeiziger Prinz und musste daher vor seinem Bruder, König Jakob III., zwei Mal nach Frankreich fliehen, nachdem er des Hochverrats und des Bruchs der Allianz mit England bezichtigt worden war. Dort starb er 1485 während eines Turniers in Paris. Nach dem Tod seines Vaters erbte der kleine John dessen Titel und wuchs unter der Obhut seiner Mutter und des französischen Königs Ludwig XII. in Frankreich auf. Seine Mutter heiratete 1487 ein zweites Mal, Louis de Seyssel, Graf von la Chambre.

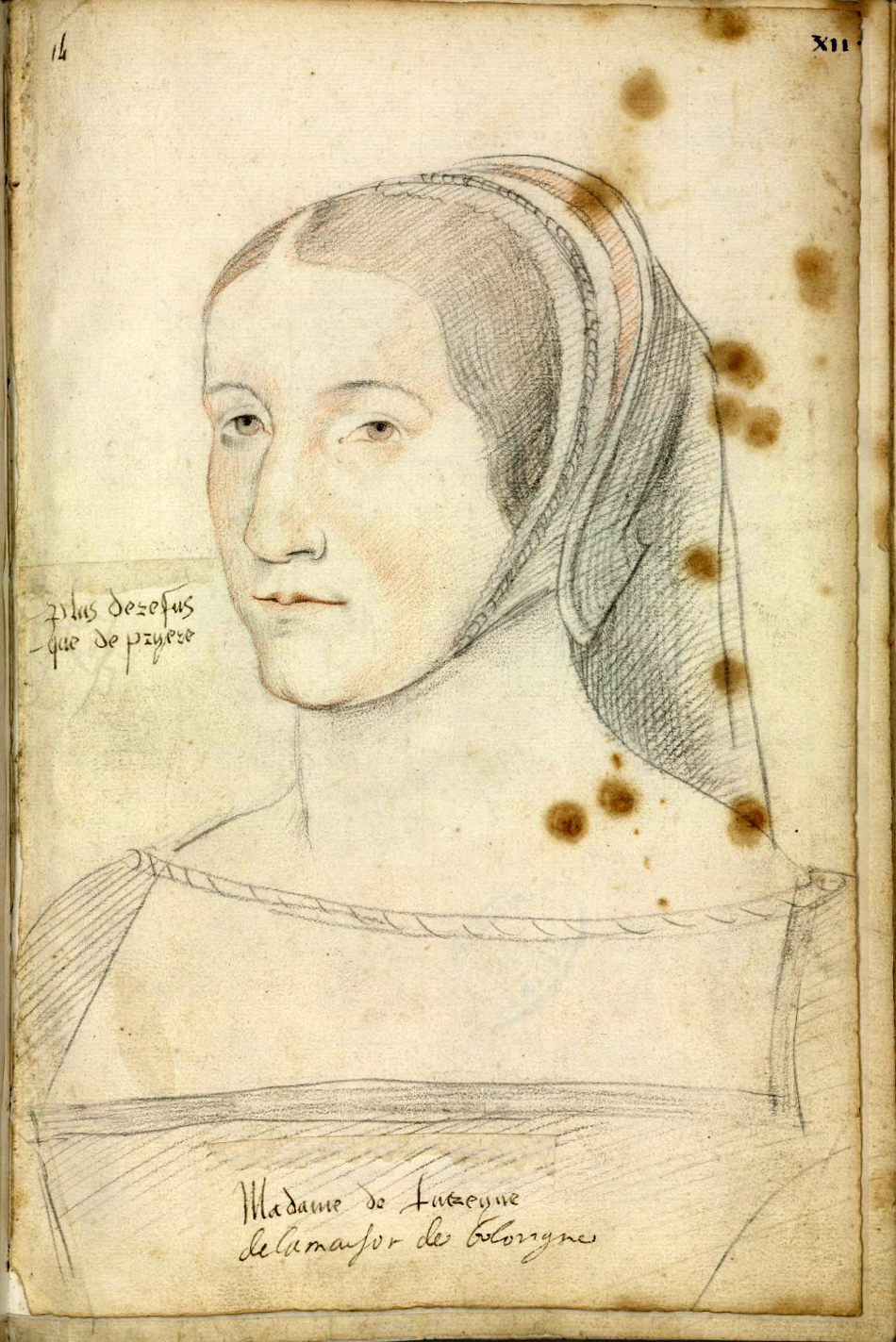
Anne de La Tour

Am 8. Juli 1505 heiratete John Stewart seine Cousine (ersten Grades) Anne de La Tour (1501–1524), älteste Tochter von Jean de La Tour, Graf von Auvergne, und dessen Gemahlin Jeanne de Bourbon. Nach dem frühen Tod ihrer jüngeren Schwester Madeleine im Jahr 1519 vererbte sie per Testament die Titel Gräfin von Auvergne und Lauragais, die Grafschaft Auvergne ging an ihre Nichte Katharina von Medici, spätere Königin von Frankreich, über. Aus einer langjährigen Beziehung mit Jean Abernethy ging eine illegitime Tochter, Eleanor Stewart (1520–1578), hervor. Diese wurde 1530 mit den französischen Adligen Jean de L’Hopital, comte de Choisy († 1578), verheiratet.
Im Jahre 1514 übernahm John Stewart die Regentschaft für den jungen König Jakob V., nachdem dessen Mutter, die englische Prinzessin Margaret Tudor, in zweiter Ehe den schottischen Adligen Archibald Douglas, 6. Earl of Angus, heiratete. Stewart stand nach Jakob und dessen jüngerem Bruder Alexander († 1515) an dritter Stelle der Thronfolge. Schottland war ein schwaches, wildes und rückständiges Land und wegen seiner Feudalabhängigkeit von England stark behindert; die Institutionen der Regierung hatten lediglich rudimentären Charakter, so dass der König als Sprecher einer rechtlosen und streitsüchtigen Aristokratie gerade noch geduldet wurde. 1524 wurde Stewart von James Hamilton, 2. Earl of Arran, und Archibald Douglas vom Amt enthoben.
John Stewart, 2. Duke of Albany, ging nach Frankreich, stellte sich in den Dienst des Königs; er nahm 1525 am katastrophalen italienischen Feldzug von Franz I. teil. 1526 wurde er zum Ritter des Ordens von Saint-Michel ernannt und am 28. Februar 1529 zum 6. Gouverneur der Auvergne, ein Amt, das er bis zum 18. Mai 1536 innehatte. Er starb am 2. Juli 1536 auf der Burg von Mirefleurs in der Auvergne.